# Semlower Tor

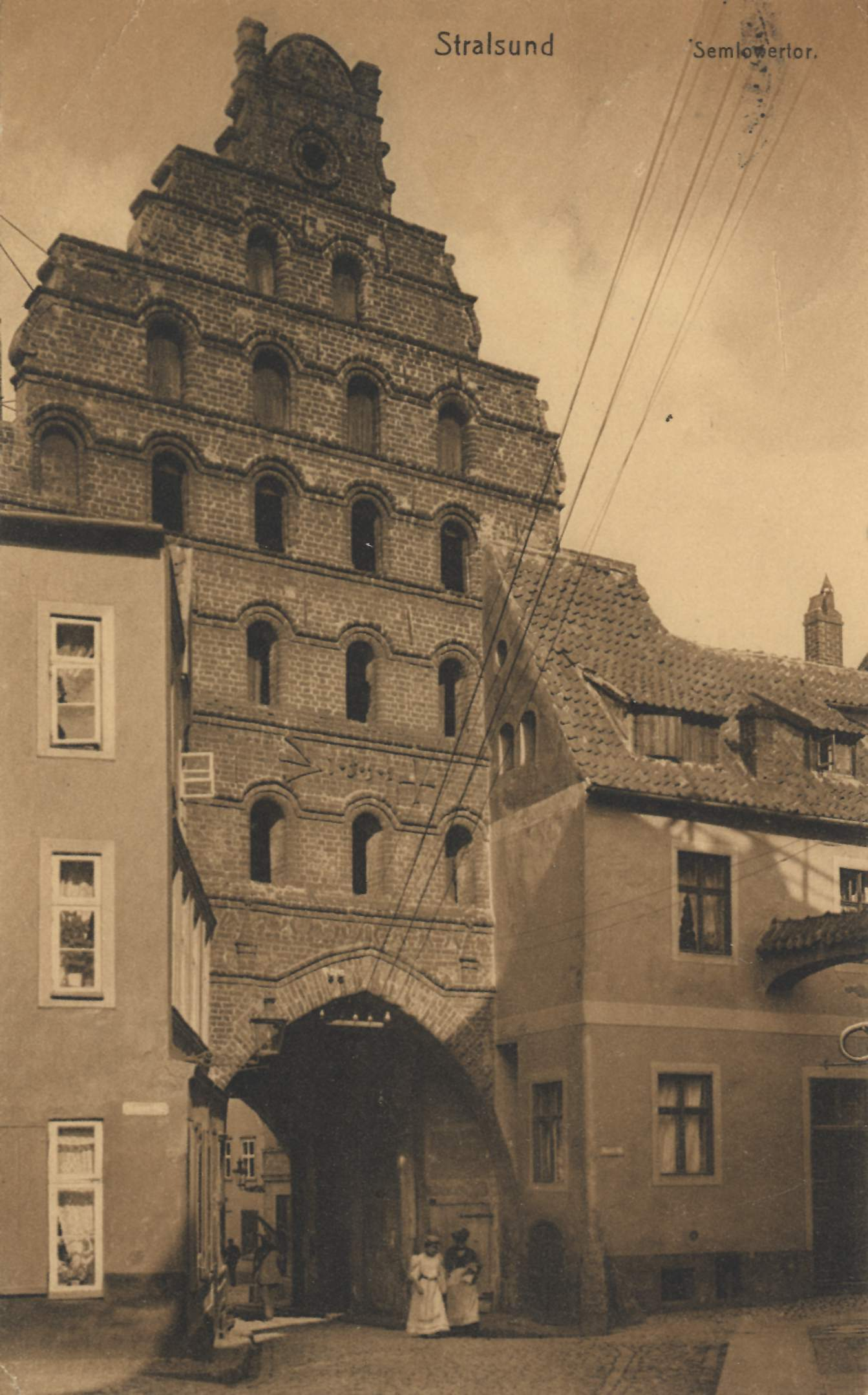
Das Semlower Tor in Stralsund (1910), Altstadtseite

Das Semlower Tor war eines der Stadttore der Hansestadt Stralsund. Es war Teil der inneren Stralsunder Stadtbefestigung und verband die Altstadt mit der Hafeninsel.
Das aus Backstein errichtete Tor gehörte zu den seeseitigen Stadttoren Stralsunds und befand sich am Ende der Semlower Straße zur Wasserstraße hin. Das Semlower Tor wurde erstmals im Jahr 1277, noch vor der erstmaligen Erwähnung der Stadtmauer, urkundlich erwähnt.
Es war 13,30 Meter breit, 17 Meter tief und 22,65 Meter hoch und war damit das höchste der Stralsunder Stadttore. Es wurde zu Wohnzwecken und als Speicher für Getreide genutzt; zu den Pächtern zählte Bertram Wulflam. Bei einer Umgestaltung im Jahr 1599 wurden zwei unterschiedliche Renaissancegiebel errichtet.
Nach der Entfestung Stralsunds wurden die meisten Stadttore zugunsten des stärker werdenden Straßenverkehrs ab der zweiten Hälfte des 19. Jahrhunderts abgerissen. Als letzte verbliebene Tore standen nunmehr nur noch das Semlower Tor an der Hafenseite im Osten der Stadt, sowie das Kniepertor und das Kütertor an der westlichen Grenze der Altstadt. Die Räumlichkeiten des Tores wurden nach der Entfestung Stralsunds anderweitig genutzt; so trafen sich hier ab dem Jahr 1927 z. B. die Mitglieder des Kulturvereins „Schlaraffia Stralsund“.
Im Zweiten Weltkrieg wurde es beim Bombenangriff auf Stralsund am 6. Oktober 1944 beschädigt, der Torbogen sowie zwei Reihen der Rundbogenfenster blieben jedoch erhalten. Das Tor wurde in den 1950er Jahren gesichert und teilweise wieder aufgemauert. Lange wurde über die weitere Nutzung des als Teil-Ruine erhaltenen mittelalterlichen Bauwerks diskutiert. Gelder für einen vollständigen Wiederaufbau wurden in der DDR-Zeit bzw. durch die Stadt Stralsund zu dieser Zeit nicht bereitgestellt. Es fiel schließlich die politische Entscheidung für die Beseitigung des dritten verbliebenen Stadttores, somit wurden die Überreste trotz Protesten aus der Bevölkerung am 29. Juni 1960 gesprengt.
Reste des Tores wurden in einem anliegenden, im Jahr 1998 sanierten Haus neben einem Treppenhaus sichtbar gemacht. Ein möglicher Wiederaufbau des Semlower Tores wurde u. a. im Sommer 2012 in einem Beitrag des Mitgliedermagazins „Giebel & Traufen“ vom „Bürgerkomitee Rettet die Altstadt Stralsund e. V.“ vorgeschlagen.